# Dave Barbour
Dave Barbour (né le 28 mai 1912 à Long Island, mort le 11 décembre 1965) est un musicien américain, joueur de banjo, guitariste de jazz, auteur et acteur.

## Biographie
Dave Barbour est né à Long Island, dans l'État de New York, et commence en tant que joueur de banjo au début des années 1930. Au milieu de cette décennie, il change son instrument pour une guitare. Il travaille beaucoup en tant que musicien de studio et joue dans différents groupes dont celui de Glenn Miller.
Il joue aussi avec Benny Goodman en 1942, et pendant cette période, tombe amoureux de la chanteuse du groupe, Peggy Lee. Le couple quitte l’ensemble et part se marier en 1943. Ils déménagent peu après pour Los Angeles, deviennent « une équipe d'auteurs » et écrivent ensemble un certain nombre de hits de Peggy. Mais il est alcoolique, et les difficultés domestiques entraînent la séparation définitive du couple en 1952, après neuf ans.
La fin de sa carrière est infiniment moins heureuse que celle de son ex-épouse (laquelle se remaria trois autres fois). Grâce à ses royalties d'auteur, il réussit à vivre honorablement, puisque les titres qu'il avait coécrit avec Peggy restent des hits, et sont repris de nombreuses fois. Il joue aussi de petits rôles dans quelques films.
Il meurt à l'âge de 53 ans.
- AllMusic
- Bait La Zemer Ha-Ivri
- Carnegie Hall
- Discography of American Historical Recordings
- Discogs
- Grove Music Online
- MusicBrainz
- Muziekweb

- IMDb